# Ägyptische Basketballnationalmannschaft
Die ägyptische Basketballnationalmannschaft der Herren vertritt Ägypten bei Basketball-Länderspielen.

## Geschichte
Ägypten gehört zu den ersten Nationalmannschaften vom afrikanischen Kontinent, die an internationalen Wettbewerben der FIBA teilnahm. Nachdem sie zunächst an Basketball-Europameisterschaften teilnahm und dort nach dem Gewinn der Bronzemedaille 1947 als Gastgeber der EM-Endrunde 1949 in Abwesenheit der führenden osteuropäischen Nationen den Titel gewann, war sie auch Teilnehmer der ersten Weltmeisterschaft 1950, bei der sie den fünften Platz erreichte und beste nicht-amerikanische Mannschaft wurde.
Bei den folgenden Olympischen Spielen 1952 erreichte sie einen neunten Platz. Bei Afrikameisterschaften gewann sie bislang fünfmal den Titel, zuletzt 1983.
Bei der kontinentalen Endrunde 2013 gewann sie eine Silbermedaille und qualifizierte sich erstmals nach 20-jähriger Abstinenz wieder für eine WM-Endrunde, die 2014 in Spanien ausgetragen wurde.

### Bekannte Spieler
- Omar Samhan (* 1988)

## Abschneiden bei internationalen Wettbewerben

### Weltmeisterschaften
| - 1950 – 5. Platz - 1954 – nicht qualifiziert - 1959 – 11. Platz - 1963 – nicht qualifiziert - 1967 – nicht qualifiziert - 1970 – 13. Platz | - 1974 – nicht qualifiziert - 1978 – nicht qualifiziert - 1982 – nicht qualifiziert - 1986 – nicht qualifiziert - 1990 – 16. Platz - 1994 – 14. Platz | - 1998 – nicht qualifiziert - 2002 – nicht qualifiziert - 2006 – nicht qualifiziert - 2010 – nicht qualifiziert - 2014 – 24. Platz - 2019 – nicht qualifiziert | - 2023 – 20. Platz |

### Olympische Spiele
| - 1936 – 15. Platz - 1948 – 19. Platz - 1952 – 9. Platz - 1956 – 16. Platz - 1960 – nicht qualifiziert - 1964 – nicht qualifiziert | - 1968 – nicht qualifiziert - 1972 – 16. Platz - 1976 – 12. Platz - 1980 – nicht qualifiziert - 1984 – 12. Platz - 1988 – 12. Platz | seit 1992 – nicht qualifiziert |

### Europameisterschaften
| - 1937 – 8. Platz - 1939 – nicht teilgenommen - 1946 – nicht teilgenommen - 1947 – . Platz - 1949 – . Platz | - 1951 – nicht teilgenommen - 1953 – 8. Platz - 1955 – nicht teilgenommen - 1957 – nicht teilgenommen - 1959 – nicht teilgenommen |

### Afrikameisterschaften
| - 1962 – . Platz - 1964 – . Platz - 1965 – nicht teilgenommen - 1968 – nicht teilgenommen - 1970 – . Platz - 1972 – . Platz - 1974 – nicht teilgenommen - 1975 – . Platz - 1978 – . Platz - 1980 – nicht teilgenommen | - 1981 – . Platz - 1983 – . Platz - 1985 – . Platz - 1987 – . Platz - 1989 – . Platz - 1992 – . Platz - 1993 – . Platz - 1995 – nicht teilgenommen - 1997 – 4. Platz - 1999 – . Platz | - 2001 – . Platz - 2003 – . Platz - 2005 – nicht teilgenommen - 2007 – 4. Platz - 2009 – 10. Platz - 2011 – 11. Platz - 2013 – . Platz - 2015 – 5. Platz - 2017 – 8. Platz - 2021 – 11. Platz |